# هیلتونیا (جورجیا)
هیلتونیا، جورجیا (به انگلیسی: Hiltonia, Georgia) یک شهر در ایالات متحده آمریکا با جمعیت ۳۶۹ نفر است که در جورجیا واقع شده‌است.

## موقعیت جغرافیایی
موقعیت جغرافیایی شهرها و مناطق اطراف به شرح زیر است: